# Aldo Bargero
Aldo Bargero (Charlottenburg, 23 aprile 1924 – Milano, 15 marzo 1987) è stato un medico italiano.
È stato uno dei primi e principali sostenitori della medicina antroposofica in Italia.
Di padre piemontese e madre prussiana, iniziò a praticare nel 1957 e introdusse in Italia l'antroposofia di Rudolf Steiner e trovò in questa filosofia la propria ragione di vita.
Importante la sua traduzione del Calendario dell'Anima scritto da Steiner per dare un'indicazione sulla cadenza settimanale della trasformazione energetica nel corso dell'anno solare.
Ad Aldo Bargero è stata dedicata un'Accademia Artistica ad Oriago di Mira.